# 반상 (도시)
반상(Bansang)은 감비아의 도시이다. 인구는 8,500명이다. 감비아 센트럴리버 구 서풀라두 군에 위치한 도시이며, 센트럴리버 구에서 가장 인구가 많은 도시이다.